# Mike Newell
Mike Newell, vlastním jménem  Michael Cormac Newell (* 28. března 1942 St Albans, Hertfordshire, Anglie, Spojené království) je britský filmový a televizní režisér.
Po ukončení svých studií na Cambridgeské univerzitě v roce 1963 začínal u britské televizní společnosti Granada Television, kde působil nejprve jako asistent produkce a režie. Svůj první televizní film režíroval v roce 1967. Až do roku 1980 točil výhradně televizní filmy.
Svůj první celovečerní film Probuzení (Probuzení mumie) natočil až v roce 1980. Následovala řada dalších dramatických a dobrodružných snímků, kde postupně získával reputaci i obdiv diváků i filmové kritiky. Další zlom v jeho kariéře způsobil snímek Cesta na západ z roku 1990, nicméně opravdovým vrcholem se stala komedie Čtyři svatby a jeden pohřeb z roku 1994 s Hughem Grantem v hlavní roli. Dalším úspěšným titulem se stal thillerový snímek Krycí jméno Donnie Brasco z roku 1997. Další kvalitní tituly Bláznivá runway z roku 1997 a Úsměv Mony Lisy z roku 2003 již tak úspěšné nebyly. Následovala jeden díl světoznámé série Harry Potter a Ohnivý pohár z roku 2005 a film Láska za časů cholery z roku 2007. Mezi jeho nejnovější díla patří první díl z plánované série Princ z Persie: Písky času.